# 영천 조양각
영천 조양각(永川 朝陽閣)은 대한민국 경상북도 영천시 창구동에 있는 누정이다. 1981년 4월 25일 경상북도의 유형문화재 제144호로 지정되었다.

## 현지 안내문
금호강 벼랑 위에 자리잡은 조양각은 일명 명원루 또는 서세루라고 불린다. 고려 공민왕 12년(1363)에 당시 부사였던 이용이 세운 것이다. 그 뒤 임진왜란(1592) 때 불에 타 버리고, 지금의 건물은 인조 16년(1638)에 다시 세운 것이다.

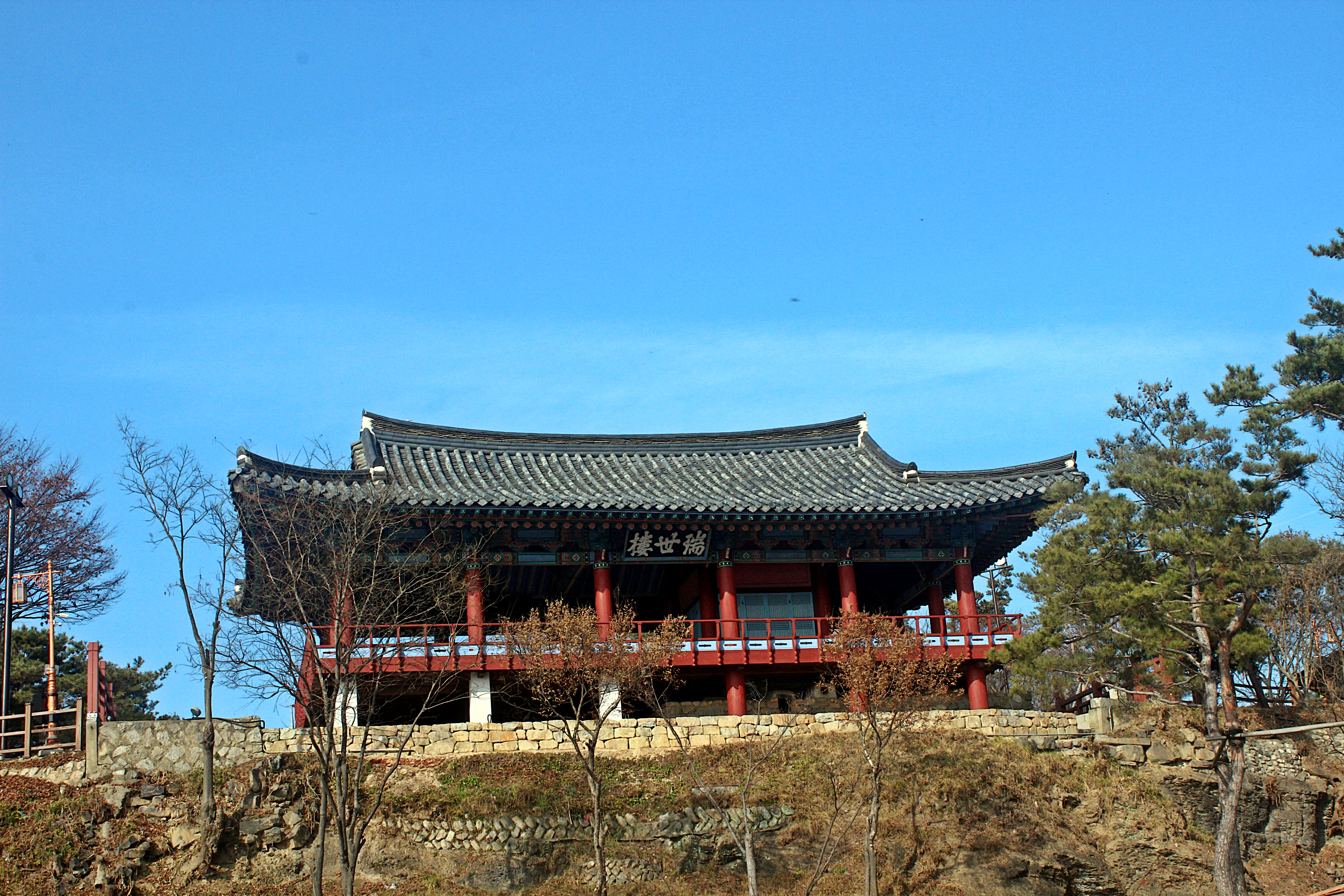
영천 조양각.

앞면 5칸·옆면 3칸의 규모이며 지붕은 옆모습이 여덟 팔(八)자 모양인 팔작지붕이다. 누각 안에는 포은 정몽주의 「청계석벽」 등 시 70여 점이 걸려있다.
조양각은 영천지방 문화의 상징으로 영남 7대 누각 중 하나로 손꼽힌다.

## 인근 유적
- 청량당(淸凉堂) : 조양각과 같은 부지의 조양각 동북쪽에 있던 남향 건물이다.[2] 대한제국 후기 또는 일제강점기 때 철거되었다.
- 쌍청당(雙淸堂) : 조양각과 같은 부지의 조양각 서북쪽에 있던 건물이다.[3]
- 영천 동헌(東軒) : 조선시대 영천군의 관아가 있던 곳이다.[4] 일제강점기 때 새로 군 청사를 신축하는 과정에서 철거되었다.
- 영천 객사(客舍) : 조선시대 영천군의 객사가 있던 곳이다.[5] 일제강점기 때 철거되었다.
- 영천읍성 남문(南門) : 영천읍성 남쪽 문이다.[6][7] 정면 3칸, 측면 2칸 규모의 목조 문루 형태이며, 2층에 '영양남루(永陽南樓)'라는 편액이 걸려 있었다. 일제강점기 때 철거되었다.

## 참고 문헌
- 이 문서에는 다음커뮤니케이션(현 카카오)에서 GFDL 또는 CC-SA 라이선스로 배포한 글로벌 세계대백과사전의 내용을 기초로 작성된 글이 포함되어 있습니다.

## 참고 자료
- 영천 조양각 - 국가유산청 국가유산포털